# Ramazan Emiejew
Ramazan Dadajewicz Emiejew (ros. Рамаза́н Дада́евич Эме́ев; ur. 20 maja 1987 w Machaczkale) – rosyjski zawodnik mieszanych sztuk walki (MMA) pochodzenia awarskiego. Dwukrotny Mistrz M-1 Global w wadze średniej z 2012 oraz 2015. Aktualnie zawodnik rosyjskiej organizacji ACA.

## Kariera MMA

### M-1 Global
W MMA zadebiutował 24 października 2009. Od 2010 do 2011 związany z ProFC gdzie wygrywał m.in. z Polakiem Arturem Kadłubkiem. W 2011 związał się z największą w Rosji i czołową w Europie organizacją M-1 Global, w debiucie dla niej pokonując Murada Magomiedowa na punkty. Po dwóch kolejnych wygranych pojedynkach przed czasem, otrzymał szansę walki o mistrzostwo M-1 w wadze średniej z mistrzem Mario Mirandą. 15 listopada 2012 na gali M-1 Challenge 35 – Emelianenko vs. Monson, Emiejew pokonał Brazylijczyka jednogłośnie na punkty i został mistrzem. W pierwszej obronie tytułu zmierzył się ponownie z Mirandą (9 kwietnia 2013) jednak tym razem Emiejew pokonał go przed czasem, nokautując na początku 3. rundy.
7 września 2014 na M-1 Challenge 51, stracił tytuł na rzecz Wiaczesława Wasilewskiego, który wygrał z Emiejewem przez techniczny nokaut w 4. rundzie mistrzowskiego boju. Emiejew zrewanżował się Wasilewskiemu już w kolejnej walce (10 kwietnia 2015), poddając go duszeniem i odzyskując utracony pas. W 2016 wziął udział w sześcioosobowym turnieju M-1 Grand Prix Middleweight Eliminator. W półfinale, 8 kwietnia 2016 poddał Brazylijczyka Maiquela Falcão w 1. rundzie.

### UFC
9 listopada 2019 roku na gali UFC on ESPN+ 21 zmierzył się z Anthonym Rocco Martinem. Przegrał walkę jednogłośną decyzją.
15 lutego 2020 roku na UFC Fight Night 167 miał zmierzyć się z Timem Meansem, jednak Emiejew został usunięty z walki pod koniec stycznia z nieujawnionych powodów i zastąpiony przez Daniela Rodrigueza.
Podczas gali UFC on ESPN 14 w dniu 26 lipca 2020 roku miało dojść do jego walki z Szawkatem Rachmonowem. 3 lipca 2020 roku poinformowano, że Kazach został zmuszony do wycofania się z walki z powodu kontuzji, a zastąpił go Niemiec, Niklas Stolze. Ramazan wygrał walkę jednogłośną decyzją.
16 stycznia 2021 roku podczas UFC on ABC 1 zmierzył się z Davidem Zawadą. Wygrał zaciętą i wyrównaną walkę niejednogłośną decyzją sędziów.
16 października 2021 roku na UFC Fight Night 195 zmierzył się Dannym Robertsem. Przegrał walkę przez kontrowersyjną, niejednogłośną decyzję sędziów. 10 z 12 przedstawicieli mediów uznało zwycięstwo Emiejewa.
Emiejew zmierzył się z Jackiem Dellą Maddaleną 11 czerwca 2022 roku na gali UFC 275. Przegrał walkę przez TKO w pierwszej rundzie.
8 sierpnia 2022 roku ogłoszono, że nie jest już zawodnikiem UFC.

### ACA
Po ponad dwuletniej przerwie stoczył swoją pierwszą walkę poza UFC na rosyjskiej gali ACA 177.  28 czerwca 2024 roku na tym wydarzeniu wygrał jednogłośną decyzją sędziowską z Władimirem Wasiliewem.
8 lutego 2025 na gali ACA 183 w Krasnodarze w taki sam sposób zwyciężył nad Abdulem-Rakhmanem Dzhanaevem.

## Osiągnięcia

### Mieszane sztuki walki
- 2012-2014: Mistrz M-1 Global w wadze średniej
- 2015-2017: Mistrz M-1 Global w wadze średniej

### Sambo bojowe
- 2011: Zwycięzca Pucharu Świata w sambo bojowym w kat. 82 kg (Soczi)[25]

### Pankration[26]
- 2009: Mistrzostwa Republiki Dagestańskiej w pankrationie – 1. miejsce (Machaczkała)
- 2009: Mistrzostwa Europy w pankrationie – 3. miejsce (Charków)

## Lista zawodowych walk MMA
| Wynik     | Bilans | Przeciwnik (bilans przed walką) | Rozstrzygnięcie                             | Runda | Czas | Rozgrywki                                   | Data       | Miejsce          | Uwagi                                                              |
| --------- | ------ | ------------------------------- | ------------------------------------------- | ----- | ---- | ------------------------------------------- | ---------- | ---------------- | ------------------------------------------------------------------ |
| Wygrana   | 22-6   | Abdul-Rakhman Dzhanaev (19-4)   | Decyzja (jednogłośna)                       | 3     | 5:00 | ACA 183                                     | 08.02.2025 | Krasnodar        |                                                                    |
| Wygrana   | 21-6   | Władimir Wasiliew (12-3-1)      | Decyzja (jednogłośna)                       | 3     | 5:00 | ACA 177                                     | 28.06.2024 | Soczi            | Debiut w ACA                                                       |
| Przegrana | 20-6   | Jack Della Maddalena (11-2)     | TKO (ciosy pięściami)                       | 1     | 2:32 | UFC 275                                     | 11.06.2022 | Kallang          |                                                                    |
| Przegrana | 20-5   | Danny Roberts (17-5)            | Decyzja (niejednogłośna)                    | 3     | 5:00 | UFC Fight Night: Ladd vs. Dumont            | 16.10.2021 | Las Vegas        |                                                                    |
| Wygrana   | 20-4   | David Zawada (17-5)             | Decyzja (niejednogłośna)                    | 3     | 5:00 | UFC on ABC: Holloway vs. Kattar             | 16.01.2021 | Abu Zabi         |                                                                    |
| Wygrana   | 19-4   | Niklas Stolze (12-3)            | Decyzja (jednogłośna)                       | 3     | 5:00 | UFC on ESPN: Whittaker vs. Till             | 25.07.2020 | Abu Zabi         |                                                                    |
| Przegrana | 18-4   | Anthony Rocco Martin (16-5)     | Decyzja (jednogłośna)                       | 3     | 5:00 | UFC on ESPN+ 21: Magomedsharipov vs. Kattar | 09.11.2019 | Moskwa           |                                                                    |
| Wygrana   | 18-3   | Stefan Sekulić (12-2)           | Decyzja (jednogłośna)                       | 3     | 5:00 | UFC Fight Night: Hunt vs. Oleynik           | 15.09.2018 | Moskwa           |                                                                    |
| Wygrana   | 17-3   | Alberto Mina (13-0)             | Decyzja (jednogłośna)                       | 3     | 5:00 | UFC 224                                     | 12.05.2018 | Rio de Janeiro   | Debiut w kategorii półśredniej                                     |
| Wygrana   | 16-3   | Sam Alvey (31-9)                | Decyzja (jednogłośna)                       | 3     | 5:00 | UFC Fight Night: Cerrone vs. Till           | 21.10.2017 | Gdańsk/Sopot     | Debiut w UFC                                                       |
| Wygrana   | 15-3   | Anatoly Tokov (24-2)            | Decyzja (większościowa)                     | 3     | 5:00 | M-1 Challenge 73: Battle of Narts           | 09.12.2016 | Nazrań           |                                                                    |
| Wygrana   | 14-3   | Maiquel Falcão (35-8. 1 NC)     | Poddanie (duszenie anaconda)                | 1     | 2:50 | M-1 Challenge 65: Emeev vs. Falcão          | 08.04.2016 | Petersburg       | Obronił pas mistrzowski M-1 Global w wadze średniej, Main Event    |
| Wygrana   | 13-3   | Luigi Fioravanti (26-13)        | TKO (przerwanie przez narożnik)             | 4     | 5:00 | M-1 Challenge 63: Puetz vs. Nemkov 2        | 04.12.2015 | Petersburg       | Obronił pas mistrzowski M-1 Global w wadze średniej, co-Main Event |
| Wygrana   | 12-3   | Wiaczesław Wasilewski (26-2)    | Poddanie (duszenie zza pleców)              | 1     | 1:48 | M-1 Challenge 56                            | 10.04.2015 | Moskwa           | Zdobył pas mistrzowski M-1 Global w wadze średniej, Main Event     |
| Przegrana | 11-3   | Wiaczesław Wasilewski (24-2)    | TKO (ciosy pięściami)                       | 4     | 4:34 | M-1 Challenge 51: Fightspirit               | 07.09.2014 | Petersburg       | Stracił pas mistrzowski M-1 Global w wadze średniej, Main Event    |
| Wygrana   | 11-2   | Mario Miranda (13-5)            | KO (kolano i ciosy pięściami)               | 3     | 0:21 | M-1 Challenge 38: Spring Battle             | 09.04.2013 | Petersburg       | Obronił pas mistrzowski M-1 Global w wadze średniej                |
| Wygrana   | 10-2   | Mario Miranda (13-4)            | Decyzja (jednogłośna)                       | 5     | 5:00 | M-1 Challenge 35: Emelianenko vs. Monson    | 15.11.2012 | Petersburg       | Zdobył pas mistrzowski M-1 Global w wadze średniej                 |
| Wygrana   | 9-2    | Albiert Durajew (3-1)           | KO (ciosy pięściami)                        | 1     | 1:36 | M-1 Global - Fedor vs. Rizzo                | 21.06.2012 | Petersburg       |                                                                    |
| Wygrana   | 8-2    | Ruslan Nadzhafaliev (1-0)       | Decyzja (jednogłośna)                       | 3     | 5:00 | M-1 Challenge 29: Samoilov vs. Miranda      | 19.11.2011 | Ufa              |                                                                    |
| Wygrana   | 7-2    | Murad Magomedov (6-7)           | Decyzja (jednogłośna)                       | 3     | 5:00 | M-1 Challenge 25: Zavurov vs Magumedov 2    | 28.04.2011 | Petersburg       | Debiut w M-1 Global                                                |
| Wygrana   | 6-2    | Andrei Ogorodniy (0-0)          | Poddanie (dźwignia prosta na staw łokciowy) | 1     | 1:36 | ProFC: Union Nation Cup 12                  | 13.02.2011 | Charków          |                                                                    |
| Wygrana   | 5-2    | Artur Kadłubek (8-7)            | Poddanie (duszenie zza pleców)              | 1     | 2:30 | ProFC: Union Nation Cup 12                  | 21.01.2011 | Tbilisi          |                                                                    |
| Wygrana   | 4-2    | Denis Gunich (5-1)              | Poddanie (duszenie zza pleców)              | 1     | 2:30 | ProFC: Union Nation Cup 11                  | 24.12.2010 | Bobrujsk         |                                                                    |
| Przegrana | 3-2    | Mukhamed Aushev (11-5)          | Decyzja (jednogłośna)                       | 2     | 5:00 | ProFC: Union Nation Cup 9                   | 21.10.2010 | Nalczyk          |                                                                    |
| Wygrana   | 3-1    | Artem Grishaev (1-0)            | Poddanie (dźwignia prosta na staw łokciowy) | 1     |      | LM: Tournament 3                            | 17.09.2010 | Lipieck          |                                                                    |
| Wygrana   | 2-1    | Alexei Nazarov (6-3)            | Decyzja (jednogłośna)                       | 3     | 5:00 | Warrior Glory                               | 17.07.2010 | Kałacz nad Donem |                                                                    |
| Przegrana | 1-1    | Oleg Bagov (1-0)                | Poddanie (duszenie trójkątne rękoma)        | 1     | 1:30 | Global Battle                               | 24.10.2009 | Perm             |                                                                    |
| Wygrana   | 1-0    | Maxim Lunegov (0-1)             | Poddanie (duszenie zza pleców)              | 1     | 1:47 | Global Battle                               | 24.10.2009 | Perm             | Debiut w zawodowym MMA                                             |